# Canaea semitessellalis
Canaea semitessellalis är en fjärilsart som beskrevs av Walker 1866. Canaea semitessellalis ingår i släktet Canaea och familjen Thyrididae. Inga underarter finns listade i Catalogue of Life.